# الكونغرس الفلسطيني الأمريكي
الكونغرس الفلسطيني الأمريكي هي منظمة فلسطينية أمريكية غير ربحية أُنشات في عام 1995 من أجل مساعدة الفلسطينيين في المجتمع الأمريكي في تنسيق وتنظيم شؤونهم الثقافية والاجتماعية. واعتبارًا من يوليو 2008، أصبح لدى الكونغرس 21 فرعًا في مختلف المدن الأمريكية.